# Holland-Dozier-Holland
Pour les articles homonymes, voir HDH.
Brian Holland (né le 15 février 1941 à Detroit, Michigan), Lamont Dozier (16 juin 1941 - 8 août 2022) et Eddie Holland (né le 30 octobre 1939 à Détroit), surnommés H.D.H., forment un trio d'auteurs-compositeurs et producteurs américains de musique soul, qui firent les beaux jours du label Motown dans les années 1960 en écrivant les plus grands succès des artistes de cette maison (notamment The Supremes et The Four Tops).

## Biographie
Dans les années 1950, ils sont tous trois chanteurs solistes dans des groupes vocaux de rhythm and blues de Détroit. Eddie Holland a déjà travaillé avec Berry Gordy en 1958. Lui et son frère Brian entrent chez Tamla Motown à la création de la firme en 1959. Eddie enregistre Jamie qui entre au Top 30 américain en 1961, tandis que Brian produit Please Mr. Postman pour les Marvelettes, qui devient no 1. Lamont Dozier produit divers artistes sur d'autres labels avant de rejoindre Motown en 1961.
Ensemble, ils composent pour Mary Wells, The Miracles, Martha and the Vandellas (Heat Wave) et Marvin Gaye (Can I Get a Witness, Baby Don't You Do It). Berry Gordy leur demande alors de s'occuper du trio The Supremes qui n'arrive pas à décoller, malgré les efforts de Smokey Robinson. Ils trouvent immédiatement la formule miracle avec When The Lovelights Starts Shining Through His Eyes, no 23 en janvier 1964. Ils leur écriront ensuite tous leurs tubes, souvent devenus no 1 : Where Did Our Love Go, Baby Love, Stop! In the Name of Love, I Hear a Symphony, You Keep Me Hangin' On, You Can't Hurry Love, etc. Ils en font autant pour les Isley Brothers et les Four Tops avec I Can't Help Myself, It's the Same Old Song ou Reach Out I'll Be There. Eddie écrit également Ain't Too Proud to Beg avec Norman Whitfield pour les Temptations.
Pour accompagner ces chanteurs, Holland-Dozier-Holland ont pris l'habitude de travailler régulièrement avec le groupe de musiciens-arrangeurs The Funk Brothers, voire avec l'orchestre symphonique de Detroit.
En 1967, le trio se brouille avec Berry Gordy et Holland-Dozier-Holland partent fonder leurs propres labels Invictus et Hot Wax. Encore sous contrat avec Motown, ils choisissent d'écrire sous un nom d'emprunt pour leurs nouveaux poulains. Le trio de chanteuses Honey Cone sera no 1 en 1971 avec Want Ads. Mais les deux labels ferment leurs portes en 1974, et les trois compères se séparent.
Lamont Dozier sort trois albums comme interprète, et produit des disques d'Aretha Franklin, Eric Clapton, Ben E. King ou Simply Red. De leur côté, les frères Holland ont beaucoup moins de succès. Mais un grand nombre de leurs chansons de l'époque Motown sont devenues des classiques et sont régulièrement reprises par des artistes aussi divers que les Jackson Five, Ike & Tina Turner, The Beatles, The Who, les Rolling Stones, Phil Collins (You Can't Hurry Love, Two Hearts qu'il a écrite et composée avec Lamont Dozier pour le film Buster, ainsi que sept autres sur l'album Going Back), les Doobie Brothers (Take Me In Your Arms (Rock Me A Little While), Little Darling (I Need You)) ou Claude François en France.
Forts de 78 titres placés dans le Top 10 des charts, dont 54 no 1, ils se voient décerner un Lifetime Achievement Award par la National Academy of Songwriters en 1987. Ils entrent au Songwriters Hall of Fame en 1988 et au Rock and Roll Hall of Fame en 1990. En 1998, ils reçoivent le prestigieux Grammy Trustees Award. En 2003, le BMI leur remet un BMI ICON Award. En 2004, ils reçoivent le prix spécial international Ivor Novella de la British Academy of Composers and Songwriters. Ils sont aussi au Michigan Rock and Roll Legends Hall of Fame (2010) et au SoulMusic Hall of Fame (2012). Ils sont honorés d'une étoile sur le Hollywood Walk of Fame en 2015.
Au travers de leurs compositions et de leurs productions, Holland, Dozier & Holland ont ouvert les frontières du Rhythm and blues vers la Pop, le Jazz et les grands orchestres symphoniques, contribuant ainsi à inventer le nouveau répertoire de la musique soul tout au long des années 1960.
Lamont Dozier meurt le 8 août 2022.

## Discographie
- The Supremes Sing Holland–Dozier–Holland (Motown, 1967)
- The Greatest Songs Written By Holland Dozier Holland, compilation avec The Supremes, The Four Tops, Martha Reeves, Marvin Gaye, etc. (Motown, 1985)
- Holland Dozier Holland - The Picture Never Changes (Fantasy, 1995)
- Holland Dozier Holland - Why Can't We Be Lovers - The Invictus Sessions (Sanctuary, 2000)
- Heaven Must Have Sent You: The Holland/Dozier/Holland Story, compilation en 3CD (Hip-O, 2005)
- Detroit 1969-1977, compilation en 4CD (Demon/Edsel, 2024)

## Principales compositions

### Holland-Dozier-Holland
| Année | Chanson                                            | Artiste original              | U.S. Pop | U.S. R&B | UK Singles Chart |
| ----- | -------------------------------------------------- | ----------------------------- | -------- | -------- | ---------------- |
| 1963  | (Love Is Like a) Heat Wave                         | Martha and the Vandellas      | 4        | 1        | -                |
| 1963  | Mickey's Monkey                                    | The Miracles                  | 8        | 3        | -                |
| 1963  | Can I Get a Witness                                | Marvin Gaye                   | 22       | 3        | -                |
| 1963  | Quicksand                                          | Martha and the Vandellas      | 8        | 7        | -                |
| 1963  | When the Lovelight Starts Shining Through His Eyes | The Supremes                  | 23       | 2        | -                |
| 1964  | You're a Wonderful One                             | Marvin Gaye                   | 15       | 3        | -                |
| 1964  | A Tear from a Woman's Eyes                         | The Temptations               | -        | 3        | -                |
| 1964  | Where Did Our Love Go                              | The Supremes                  | 1        | 1        | 3                |
| 1964  | Baby I Need Your Loving                            | The Four Tops                 | 11       | 4        | -                |
| 1964  | Baby Don't You Do It                               | Marvin Gaye                   | 27       | 14       | -                |
| 1964  | Baby Love                                          | The Supremes                  | 1        | 1        | 1                |
| 1964  | Come See About Me                                  | The Supremes                  | 1        | 2        | 27               |
| 1964  | How Sweet It Is (To Be Loved by You)               | Marvin Gaye                   | 6        | 3        | 49               |
| 1965  | Stop! In the Name of Love                          | The Supremes                  | 1        | 2        | 7                |
| 1965  | Nowhere to Run                                     | Martha and the Vandellas      | 8        | 5        | 26               |
| 1965  | Back in My Arms Again                              | The Supremes                  | 1        | 1        | 40               |
| 1965  | I Can't Help Myself (Sugar Pie, Honey Bunch)       | The Four Tops                 | 1        | 1        | 23               |
| 1965  | It's the Same Old Song                             | The Four Tops                 | 5        | 2        | 34               |
| 1965  | I Hear a Symphony                                  | The Supremes                  | 1        | 2        | 39               |
| 1966  | This Old Heart of Mine (Is Weak for You)           | The Isley Brothers            | 12       | 6        | 47               |
| 1966  | (I'm A) Road Runner                                | Junior Walker & the All-Stars | 20       | 4        | 12               |
| 1966  | You Can't Hurry Love                               | The Supremes                  | 1        | 1        | 3                |
| 1966  | Reach Out I'll Be There                            | The Four Tops                 | 1        | 1        | 1                |
| 1966  | I'm Ready for Love                                 | Martha and the Vandellas      | 9        | 2        | 22               |
| 1966  | You Keep Me Hangin' On                             | The Supremes                  | 1        | 1        | 8                |
| 1966  | Standing in the Shadows of Love                    | The Four Tops                 | 6        | 2        | 6                |
| 1967  | Love Is Here and Now You're Gone                   | The Supremes                  | 1        | 1        | 17               |
| 1967  | Jimmy Mack                                         | Martha and the Vandellas      | 10       | 1        | 21               |
| 1967  | Bernadette                                         | The Four Tops                 | 4        | 3        | 8                |
| 1967  | The Happening                                      | The Supremes                  | 1        | 12       | 6                |
| 1967  | Reflections                                        | Diana Ross & the Supremes     | 2        | 4        | 5                |
| 1968  | Forever Came Today                                 | The Supremes                  | 28       | 17       | 28               |
| 1970  | Give Me Just a Little More Time                    | Chairmen of the Board         | 3        | 8        | 3                |
| 1970  | Band of Gold                                       | Freda Payne                   | 3        | 20       | 1                |

### Brian Holland ou Eddie Holland Jr., avec d'autres co-auteurs
| Année | Chanson                  | Artiste original | Auteurs-compositeurs                                                                      | U.S. Pop | U.S. R&B | UK Singles Chart |
| ----- | ------------------------ | ---------------- | ----------------------------------------------------------------------------------------- | -------- | -------- | ---------------- |
| 1963  | Please Mr. Postman       | The Marvelettes  | Georgia Dobbins, William Garrett, Freddie Gorman (en), Brian Holland, Robert Bateman (en) | 1        | 1        | -                |
| 1966  | Ain't Too Proud to Beg   | The Temptations  | Eddie Holland, Norman Whitfield                                                           | 13       | 1        | 21               |
| 1966  | Beauty Is Only Skin Deep | The Temptations  | Eddie Holland, Norman Whitfield                                                           | 3        | 1        | 18               |
| 1966  | (I Know) I'm Losing You  | The Temptations  | Eddie Holland, Norman Whitfield, Cornelius Grant                                          | 8        | 1        | 10               |